# Karl Ludwig Harding

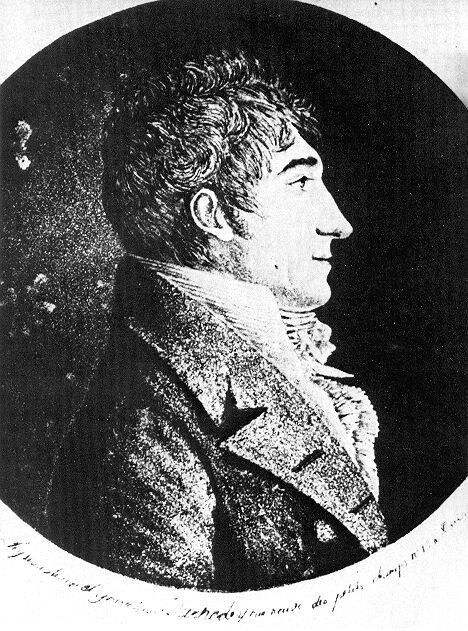
Karl Ludwig Harding

Karl Ludwig Harding (Lauenburg, 29 september 1765 - Göttingen, 31 augustus 1835) was een Duitse sterrenkundige die bekend is door zijn ontdekking van planetoïde Juno.
Harding is geboren in Lauenburg en studeerde theologie. In 1796 nam Johann Hieronymus Schröter hem in dienst als leraar voor zijn zoon. In 1804 ontdekte hij op Schröters observatorium in Lilienthal de planetoïde Juno. In 1805 werd hij professor aan de Universiteit van Göttingen.
Naast Juno, ontdekte hij drie kometen en publiceerde hij de Atlas novus coelestis welke 120.000 sterren vermeldde.
De krater Harding op de maan is naar hem vernoemd en ook de planetoïde (2003) Harding.
- Gemeinsame Normdatei: 116474580
- International Standard Name Identifier: 0000 0000 7991 1923
- Nederlandse Thesaurus van Auteursnamen: 175318220
- Réseau des bibliothèques de Suisse occidentale: 02-A000078520
- Système universitaire de documentation: 081060416
- Virtual International Authority File: 37668150
- WorldCat: E39PBJqFRwRvrwwx4Jj6CH3YT3